# Onthophagus corrosus
Onthophagus corrosus là một loài bọ cánh cứng trong họ Bọ hung (Scarabaeidae).